# Trophée des champions (cyclisme)
Pour les articles homonymes, voir Trophée des champions.
Le Trophée des champions est une course cycliste française disputée dans les départements de l'Indre et de la Vienne. Créée en 1998, elle est organisée par l'US Argenton 
Cette compétition figure au calendrier national de la Fédération française de cyclisme. 

## Histoire
En 2009, le Trophée fait partie de l'UCI Europe Tour en catégorie 1.2. Il réintègre dès l'année suivante le calendrier national français. En 2014, il figure au programme de la Coupe de France DN1.
En 2015, le Trophée des champions devient la « super finale » de toutes les Coupes de France (DN1, DN2, DN3). Disputé en juillet depuis 2001, il est déplacé au mois d'octobre,.
L'édition 2020 est annulée à cause de la pandémie de Covid-19.

## Palmarès
| Année | Vainqueur             | Deuxième            | Troisième          |               |
| ----- | --------------------- | ------------------- | ------------------ | ------------- |
| 1998  | Jean-Philippe Thibaut | Mickaël Boulet      | Jacek Bodyk        |               |
| 1999  | Henryk Sobinski       | Laurent Planchaud   | Sylvain Anquetil   |               |
| 2000  | Pascal Pofilet        | Cho Ho-sung         | Benoît Luminet     |               |
| 2001  | Claudio Lucchini      | Ruslan Gryschenko   | Jean-Philippe Yon  |               |
| 2002  | Yann Pivois           | José Medina         | Franck Champeymont |               |
| 2003  | Franck Champeymont    | Yann Pivois         | Tony Cavet         |               |
| 2004  | Frédéric Mainguenaud  | Nicolas Moncomble   | Fumiyuki Beppu     |               |
| 2005  | Pas de course         | Pas de course       | Pas de course      | Pas de course |
| 2006  | Johannes Fröhlinger   | Freddy Ravaleu      | Stéphan Ravaleu    |               |
| 2007  | Kévin Lalouette       | Steven Tronet       | Jérémie Galland    |               |
| 2008  | Steve Houanard        | David Tanner        | Arthur Vichot      |               |
| 2009  | Tony Hurel            | Nicolas Jalabert    | Martin Pedersen    |               |
| 2010  | Tanel Kangert         | Cédric Pineau       | Julien Foisnet     |               |
| 2011  | Adrian Kurek          | Romain Bacon        | Anthony Colin      |               |
| 2012  | Freddy Bichot         | Pavel Gatskiy       | Clément Koretzky   |               |
| 2013  | Mickael Olejnik       | Franck Vermeulen    | Stéphane Rossetto  |               |
| 2014  | Nico Denz             | Guillaume Gerbaud   | Jimmy Raibaud      |               |
| 2015  | Romain Cardis         | Paul Sauvage        | Adrien Guillonnet  |               |
| 2016  | Karl Patrick Lauk     | Pierre Barbier      | Simon Guglielmi    |               |
| 2017  | Simon Guglielmi       | Camille Chancrin    | Kevin Geniets      |               |
| 2018  | Jimmy Raibaud         | Flavien Dassonville | Morne van Niekerk  |               |
| 2019  | Simon Verger          | Maxime Urruty       | Romain Bacon       |               |
| 2020  | annulé                | annulé              | annulé             | annulé        |
| 2021  | Mickaël Guichard      | Kévin Vauquelin     | Killian Théot      |               |
| 2022  | Thibaud Saint-Guilhem | Baptiste Vadic      | Mattéo Vercher     |               |
| 2023  | Yannick Martinez      | Alexis Pierre       | Thomas Morichon    |               |
| 2024  | Jocelyn Baguelin      | Yannick Martinez    | Nicola Marcerou    |               |